# Лое-Ферден
Лое-Ферден (нім. Lohe-Föhrden) — громада в Німеччині, розташована в землі Шлезвіг-Гольштейн. Входить до складу району Рендсбург-Екернферде. Складова частина об'єднання громад Гонер-Гарде.
Площа — 16,03 км2. Населення становить 455 ос. (станом на 31 грудня 2020).